# Bolivia Railway Company

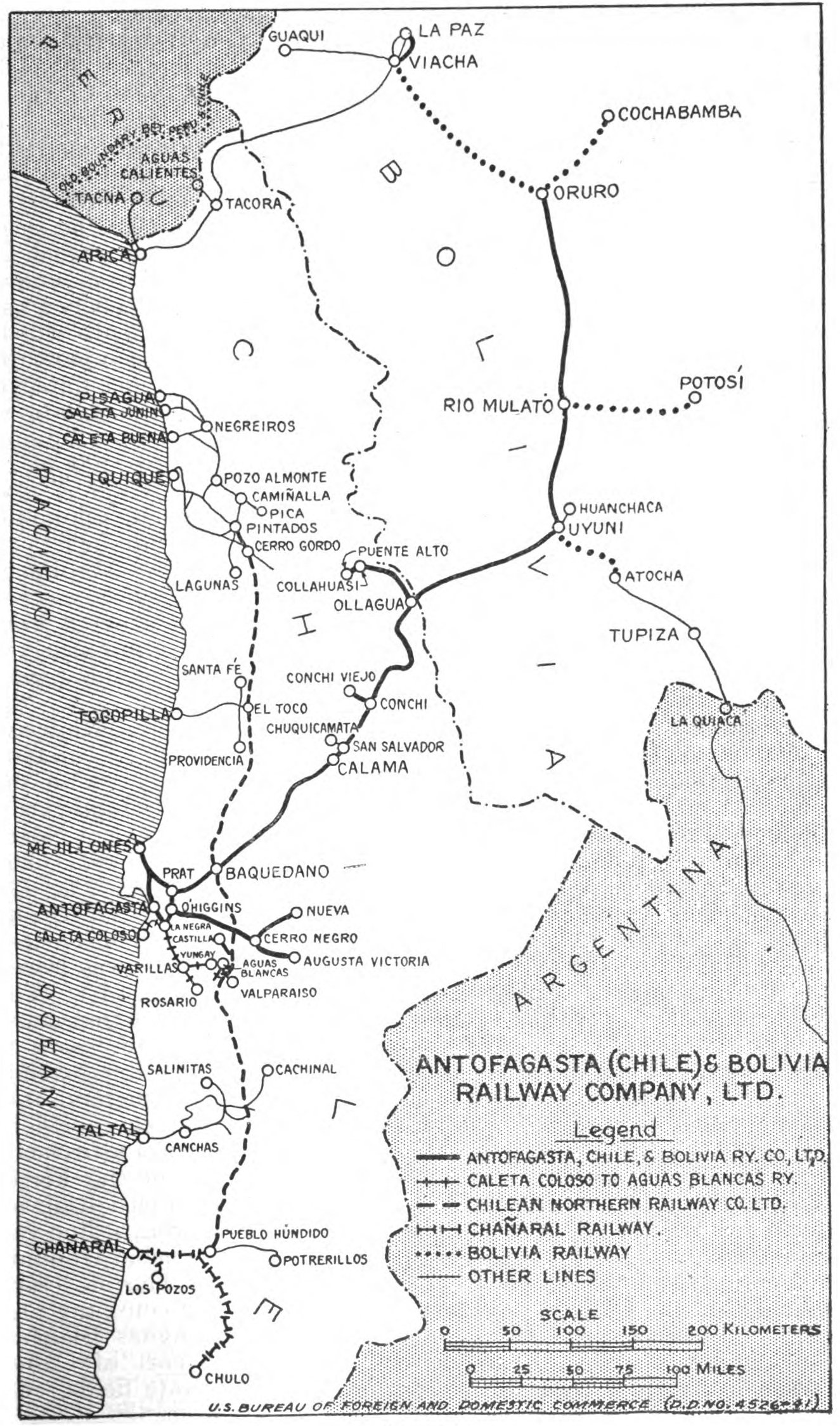
Eisenbahnnetz in Bolivien und Chile um 1930

Die Bolivia Railway Company war eine US-amerikanische Eisenbahngesellschaft die ab 1907 in Bolivien Eisenbahnstrecken baute und betrieb.

## Geschichte
Am 22. Mai 1906 unterzeichnete die bolivianischen Regierung mit der National City Bank of New York und dem New Yorker Bankhaus Speyer & Co. einen Vertrag, der den Bau und Betrieb von Eisenbahnstrecken in der Meterspurweite in Bolivien vorsah. Die beiden Banken gründeten für diesen Zweck am 18. Februar 1907 mit Sitz in Connecticut die Bolivia Railway Company und übertrugen dieser Gesellschaft die Konzessionen. Im Rahmen dieser Konzessionen wurde der Eisenbahngesellschaft das Recht eingeräumt, sämtliches Material, das für den Bau und Betrieb von Eisenbahnstrecken erforderlich ist, für einen Zeitraum von 30 Jahren zollfrei einzuführen.
Ab 1. Januar 1909 verpachtete die Gesellschaft ihre bereits 1908 eröffnete Strecke, das bereits vorhandene Rollmaterial und die dazugehörigen Konzessionen für den Bau der weiteren Strecken an die Ferrocarril de Antofagasta a Bolivia (FCAB), die seitdem die Strecken unter dem Namen Ferrocarril de Bolivia (FCB) betrieb.
Kurz nach dem Abschluss des Pachtvertrags erwarb der Farquhar-Trust einen großen Teil Aktien der FCAB und sicherte sich so einen weitgehenden Einfluss auf die Eisenbahnnetze in Bolivien und Chile.
1964 wurde die Bolivia Railway Company verstaatlicht und von der nationalen staatlichen Eisenbahngesellschaft Empresa Nacional de Ferrocarriles del Estado (ENFE) übernommen.

## Streckennetz
Der Vertrag zwischen der Regierung und den beiden beteiligten Banken beinhaltete Konzessionen für vier voneinander unabhängige Strecken, die alle Anschluss an die Hauptstrecke der FCAB hatten. Diese wurden zwischen 1908 und 1917 fertiggestellt:
- Von Oruro in nordwestlicher Richtung über Sicasica und Calamarca nach Viacha (202 km). In Viacha traf sie auf die Ferrocarril de Arica a La Paz.
- Von Oruro nordöstlich hinab nach Cochabamba (191 km).
- Von Uyuni in südöstlicher Richtung nach Tupiza (194 km).
- Von Río Mulato, nördlich von Uyuni an der Hauptlinie der FCAB gelegen, in nordöstlicher Richtung nach Potosí (174 km).

## Fahrzeuge

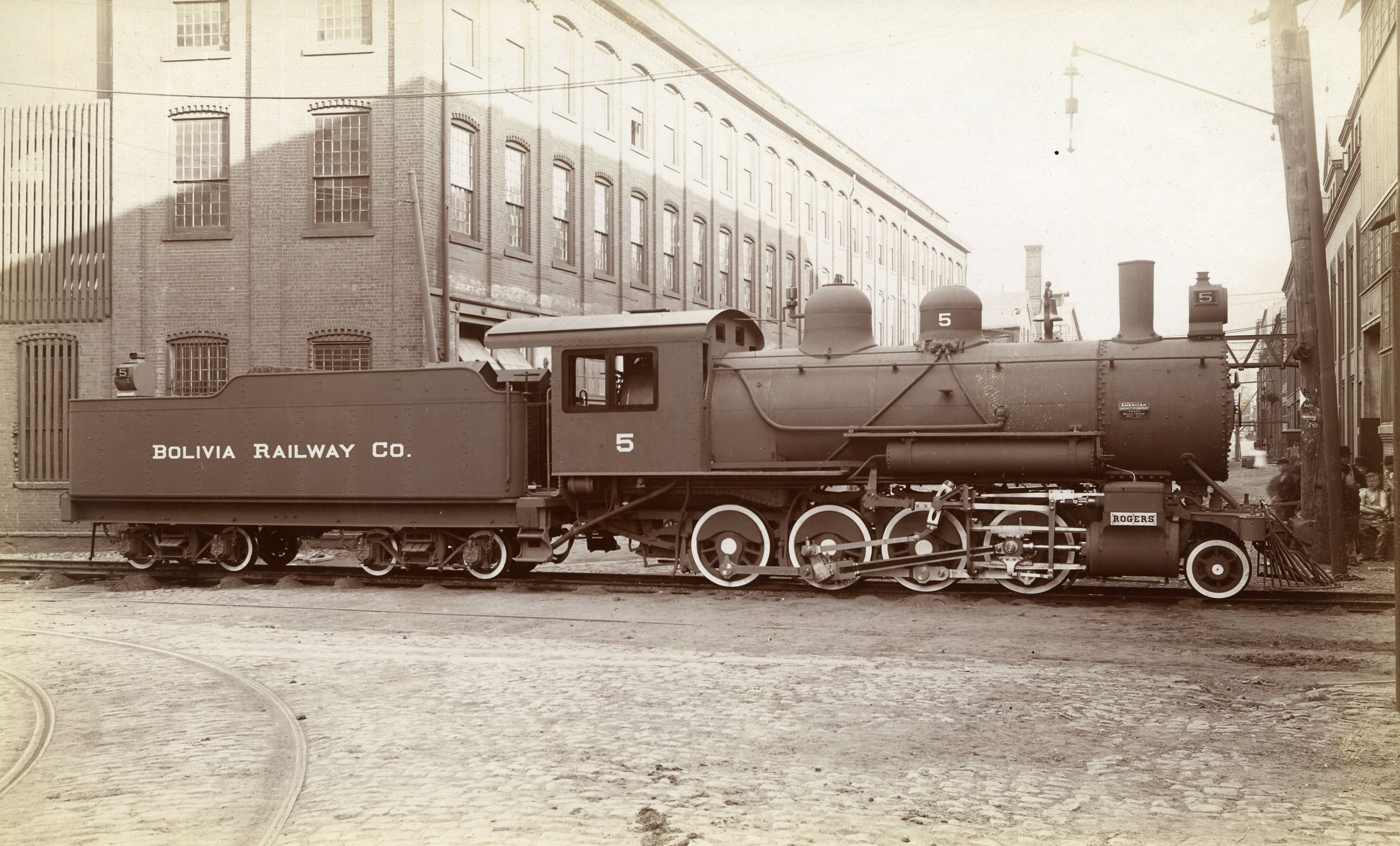
Lokomotive Nr. 5, gebaut 1908 von Rogers Locomotive Works

Das Bankhaus Speyer & Co. bestellte bereits 1906 bei Rogers Locomotive Works vier Dampflokomotiven von der Bauart Consolidation. 1908 folgten vier weitere Maschinen, die größere Tender hatten und in kleineren Details Unterschiede aufwiesen.
| Baujahr | Werksnummer | Ursprüngliche Nummer Bolivia Railway Co. | Nummer ab 1909 FCB | Nummer ab 1965 ENFE |
| ------- | ----------- | ---------------------------------------- | ------------------ | ------------------- |
| 1906    | 41130       | 1                                        | 401                | 606                 |
| 1906    | 41131       | 2                                        | 402                | 607                 |
| 1906    | 41132       | 3                                        | 403                | 608                 |
| 1906    | 41133       | 4                                        | 404                | 609                 |
| 1908    | 44424       | 5                                        | 405                | 610                 |
| 1908    | 44425       | 6                                        | 406                | 611                 |
| 1908    | 44426       | 7                                        | 407                | 612                 |
| 1908    | 44427       | 8                                        | 408                | 613                 |

Außerdem wurde bei Industrial Works in Bay City, Michigan, ein Dampfkran gekauft, der 2008 noch existierte. Auch Güterwagen wurden bereits 1906 bestellt, da diese auch für den Streckenbau benötigt wurden. Alle Wagen waren Drehgestellwagen und wurden von den Middletown Car Works gebaut. 
Die Lokomotiven trugen anfangs auf dem Tender die Beschriftung „BOLIVIA RAILWAY CO.“. Nach 1909 bekamen sie eine entsprechende Beschriftung mit den Initialen der neuen Betreibergesellschaft „F C de B“.
1921 verfügte die FCB über 18 Dampflokomotiven, 56 Personenwagen und 328 Güterwagen. Bis 1936 veränderte sich der Bestand auf 10 Dampflokomotiven, 8 Diesellokomotiven, 57 Personenwagen und 270 Güterwagen.